# 千貫堤・瀬戸染飯伝承館
千貫堤・瀬戸染飯伝承館（せんがんづつみ・せとそめいいでんしょうかん）は、静岡県藤枝市が運営する歴史資料の展示施設。市の史跡「千貫堤」と、戦国時代から東海道藤枝で販売されていた「瀬戸の染飯」に関する展示で市の歴史・文化を紹介する。

## 概要

### 立地環境
伝承館は、JR東海道本線藤枝駅・六合駅間の線路沿い北側に建てられている。ここは、1635年（寛永12年）ごろから田中藩主・水野忠善により築堤されたと伝わる総延長500メートル以上に及ぶ大堤防「千貫堤」の遺跡上である。
また当該地域（藤枝市下青島・内瀬戸地区）は、東海道の藤枝宿・島田宿間の立場（休息地）である「瀬戸の立場」として知られ、立場の茶屋では漢方で足腰に効くとされるクチナシで黄色く染めた「瀬戸の染飯」が戦国時代から売られていた。伝承館では、このような東海道の街道筋で育まれた歴史と文化を藤枝市の魅力として紹介する。日常の管理運営は染飯千貫保存会が行っている。

### 展示

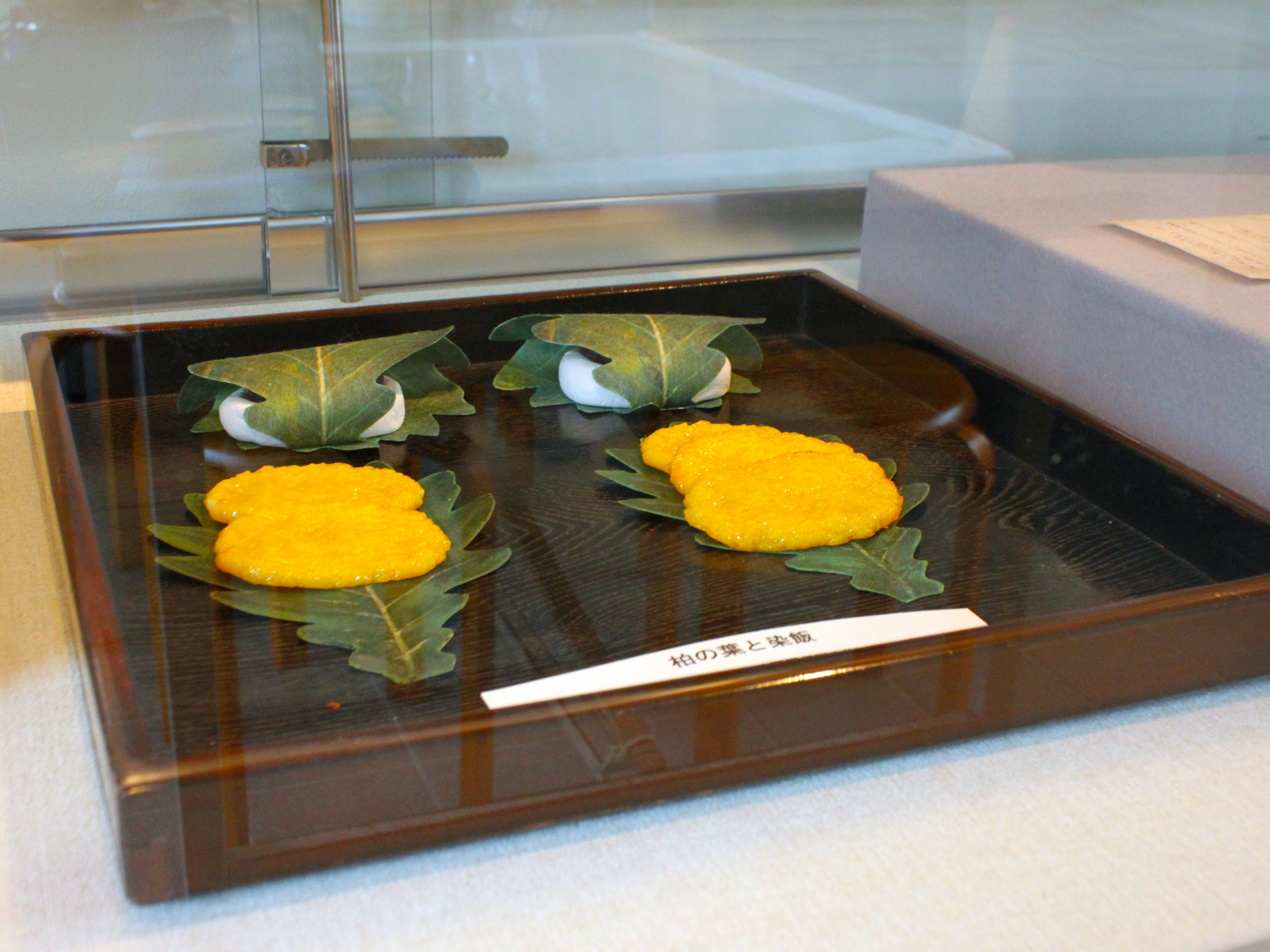
瀬戸の染飯レプリカ

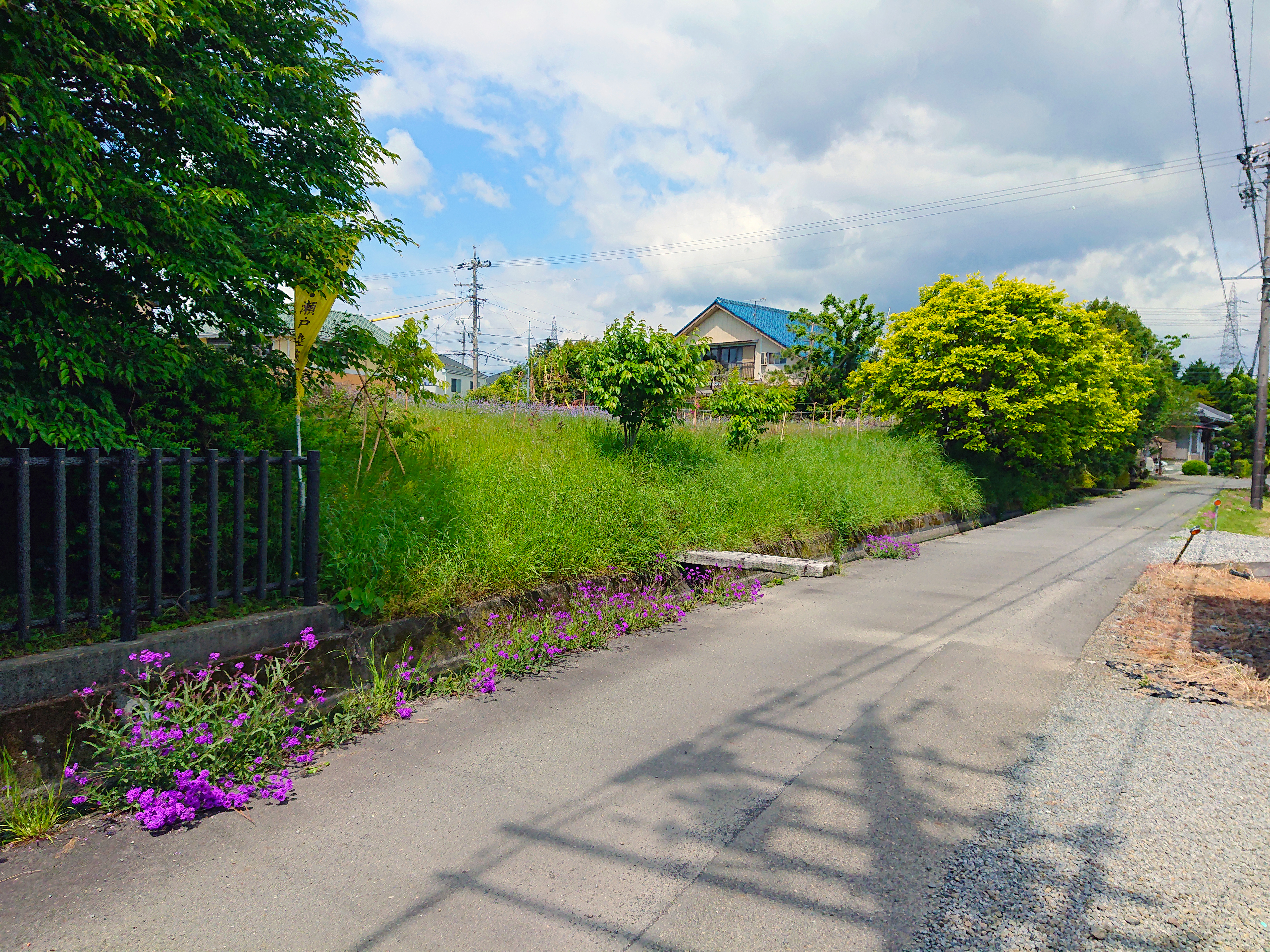
千貫堤残存部（市指定史跡）

1792年（寛政4年）に小林一茶が俳句に詠んだ、柏の葉に盛られた瀬戸の染飯・江戸時代当時の染飯の包み・包み紙に壺形のシンボル絵を刷った版木のレプリカ（実物は藤枝市指定有形民俗文化財）などのほか、東海道中膝栗毛等の染飯が取り上げられた文献類を展示している。同時に、1960年代後半（昭和40年代）までは存在していた千貫堤の映る古い写真や記録類を展示する。伝承館建物の北側には、昭和時代以降に宅地化や土取りで削られ、ごくわずかに残された千貫堤（長さ65メートル、幅30メートル）が保存されている（藤枝市指定史跡）。

## アクセス
- しずてつジャストライン藤枝吉永線「藤枝総合庁舎北」停留所から徒歩約7分。（JR東海道線藤枝駅から藤枝市立総合病院行バスで約6分。）
- 藤枝市自主運行 バス停型乗合タクシー藤枝駅光洋台線「追分西」停留所から徒歩約2分。（なお、利用の際には電話またはファックスでの事前予約が必要。平日のみ運行。土日祝と年末年始は運休。）

- 自動車：瀬戸公民館（藤枝市末広2丁目3−1）の駐車場（無料・20台）より徒歩5分[3]

## 開館時間・料金
- 入館無料
- 4月～10月
  - 火曜日～日曜日（9時～16時）
- 11月～3月
  - 火曜日～金曜日（10時～15時）
  - 土曜日・日曜日・祝日（9時30分～15時）
- 休館日
  - 月曜日（祝日の場合はその翌日）、年末年始（12月28日～1月4日）[3]